# Konferencja Rektorów Uniwersytetów Polskich
Konferencja Rektorów Uniwersytetów Polskich (KRUP) – autonomiczne zgromadzenie zrzeszające 20 rektorów uniwersytetów działających na obszarze Polski oraz rektora Uniwersytetu Papieskiego Jana Pawła II w Krakowie służącym pogłębianiu więzi i współpracy między uczelniami. Została powołana do życia 16 lutego 1989 na zjeździe w Krakowie przez rektorów Uniwersytetów jako odpowiedź środowiska akademickiego na przyjęcie 18 września 1988 Wielkiej Karty Uniwersytetów Europejskiej – fundamentalnego dokumentu wyznaczającego standardy na uczelniach całej Europy.
KRUP opracowuje i przedstawia opinie i stanowiska w sprawach istotnych dla rozwoju polskiej nauki, szkolnictwa wyższego, kultury i oświaty. Ściśle współpracuje z Konferencją Rektorów Akademickich Szkół Polskich (KRASP). Jest najstarszą konferencją rektorską działająca w III RP.
Na posiedzeniu 10 marca 2017 roku UKA podjęła uchwałę o zakończeniu działalności uniwersyteckiej komisji akredytacyjnej.

## Władze
Przewodniczącym KRUP jest rektor wybierany spośród jego członków.
Dotychczasowymi jego przewodniczącymi byli:
- I: 1989–1990 – prof. zw. dr hab. Leszek Wojtczak, rektor Uniwersytetu Łódzkiego w latach 1984–1990
- II: 1990–1996 – prof. zw. dr hab. Michał Seweryński, rektor Uniwersytetu Łódzkiego w latach 1990–1996
- III: 1996–1999 – prof. zw. dr hab. Włodzimierz Siwiński, rektor Uniwersytetu Warszawskiego w latach 1993–1999
- IV: 1999–2002 – prof. zw. dr hab. Stefan Jurga, rektor Uniwersytetu im. Adama Mickiewicza w latach 1996–2002
- V: 2002–2005 – prof. zw. dr hab. Marian Harasimiuk, rektor Uniwersytetu Marii Curie-Skłodowskiej w latach 1993–1999
- VI: 2005–2008 – prof. zw. dr hab. Stanisław Lorenc, rektor Uniwersytetu im. Adama Mickiewicza w latach 2002–2008
- VII: 2008–2012 – prof. zw. dr hab. Wiesław Banyś, rektor Uniwersytetu Śląskiego w latach 2008–2016
- VIII: 2012–2016 – prof. zw. dr hab. Bronisław Marciniak, rektor Uniwersytetu im. Adama Mickiewicza w Poznaniu w latach 2008–2016[7]
- IX: 2016–2020 – prof. zw. dr hab. Wojciech Nowak, rektor Uniwersytetu Jagiellońskiego w Krakowie w latach 2012–2020[8]
- X: 2020–2024 – prof. zw. dr hab. Bogumiła Kaniewska, rektorka Uniwersytetu im. Adama Mickiewicza w Poznaniu latach 2020–2024[9]
- XI: od 2024 – prof. dr hab. Piotr Stepnowski, rektor Uniwersytetu Gdańskiego od 2020[10]

Honorowym Przewodniczącym VIII kadencji KRUP został prof. zw. dr hab. Wiesław Banyś z Uniwersytetu Śląskiego.

## Komisje
W strukturach KRUP działają komisje zajmujące się różnymi obszarami tematycznymi:
- Uniwersytecka Komisja Akredytacyjna (powołana w 1998)[11]
- Uniwersytecka Komisja Nauki (powołana w 2001)[12]
- Międzyuniwersyteckie Centrum Informatyzacji (powołana w 2002)[13]
- Uniwersytecka Komisja Finansowa (powołana w 2004)[14].

## Osiągnięcia
- udział w negocjacjach konstytucyjnych
- powołanie Uniwersyteckiej Komisji Akredytacyjnej[15]
- udział w kampanii referendalnej przed wstąpieniem do Unii Europejskiej
- powołanie Akademii Artes Liberales[16]
- przywrócenie matematyki na maturze[17]
- utworzenie programu MOST (program Mobilności Studentów i Doktorantów) – koordynowanego przez UKA na zlecenie KRUP[18]
- wdrażanie systemu bolońskiego